# Renier von Saint-Trond
Renier von Saint-Trond (geboren in Sint-Truiden) war vor 1381 Rektor einer Lateinschule in Mechelen und Verfasser eines Kommentars zur Consolatio philosophiae des Boethius.

Diese Informationen teilte sein Schüler Michael von Retie in einer 1381 fertiggestellten Abschrift dieses Kommentars mit. Adriaan Pattin vermutete, dass die genannte Schule am Augustinereremitenkonvent in Mechelen angesiedelt war.
Reniers Boethius-Kommentar wurde in französischer Übersetzung 1477 von Colard Mansion in Brügge und 1494 von Antoine Vérard in Paris gedruckt. Auch der niederländische Kommentar, den Arend De Keysere 1485 seiner Genter Boethiusausgabe beigab, beruhte stark auf Reniers Werk. Der, um die Mitte des 15. Jahrhunderts verfasste und in zwei Handschriften überlieferte, Boethiuskommentar des Arnoul Gréban nennt ebenfalls Renier von Saint-Trond unter den herangezogenen Autoren.

## Handschriften
- Lüttich, Bibliothèque universitaire, 348 (olim 705)
- Paris, Bibliothèque nationale de France, Latin 14416 (Digitalisat)
- Paris, Bibliothèque Mazarine, Ms 3859 (Digitalisat)
- Paris, Bibliothèque de la Sorbonne, 634 (Teildigitalisat)
- Darmstadt, Universitäts- und Landesbibliothek, Hs 697 (Digitalisat)
- Barcelona, Biblioteca de Catalunya, Ms. 631 (Digitalisat)

## Inkunabeln
- Colard Mansion, Brügge 1477 im Gesamtkatalog der Wiegendrucke (GW-Nummer GW04579)
- Antoine Vérard, Paris 1494 im Gesamtkatalog der Wiegendrucke (GW-Nummer GW04580)
- Arend de Keysere, Gent 1485 im Gesamtkatalog der Wiegendrucke (GW-Nummer GW04574)

## Edition
- Désirée Cremer: Boethius französisch. Zur diskursiven Vernetzung mittelalterlicher und frühneuzeitlicher Consolatio-Übersetzungen. Frankfurt am Main 2015 (Analecta Romanica 85) ISBN 978-3-465-03911-2, S. 487–494 doi:10.5771/9783465139119-465 (nur der Prolog).